# Gyňov
Gyňov (maďarsky Gönyű, Hernádgönyű) je obec na Slovensku v okrese Košice-okolí. Leží v nadmořské výšce 206 metrů. Na východním okraji katastrálního území obce, jež má rozlohu 5,38 km², se nachází mrtvé rameno řeky Hornád. Žije zde 689 obyvatel.
První písemná zmínka o obci pochází z roku 1255. Nachází se zde kostel Nejsvětějšího srdce Ježíšova.